# Tacheocampylaea tacheoides
Tacheocampylaea tacheoides es una especie de molusco gasterópodo de la familia Helicidae en el orden de los Stylommatophora.

## Distribución geográfica
Es  endémica de Italia.